# 一般常識
一般常識（いっぱんじょうしき、General knowledge , Common general knowledge）は、ある社会において一般的とされる常識。

## 概説
常識には教育課程などに応じた段階があるとともに、多くの人の共通の知識であるため過度に専門的な知識を含ませるのは問題があると考えられている。教育のカリキュラム等では過度に専門的な知識を常識に含めてしまうと本当に必要とされる基礎的な常識を学ぶ機会を失うおそれがあるためである。
入社試験では時事問題などとともに一般常識が問われることがある。ドイツなどでは新規の移民に対して自国語などの一般常識を学ぶプログラムの受講が義務付けられている。
現代社会では、学問の範囲が広がり、専門分化が進んだために、特定の分野ごとに階層的な知識が積み重なり、特別な用語であってもその分野では常識とされることが多くなっていると指摘されている。

## 取引上の一般常識
イギリス最高裁判事のホフマン卿がThe Starsin事件で示した指針に一般的な常識（Common general knowledge）の理論がある。これは商取引等に用いられる法律上の文書の解釈は、その具体的な取引に関与する当事者やその者が属する職能に通じた者につき、それを無理なく入手できるすべての背景的知識をもつ当事者が理解するところにより確定される意味によるべきというものである。